# Wynne (Arkansas)
Wynne – miasto w Stanach Zjednoczonych, w stanie Arkansas, siedziba administracja hrabstwa Cross.